# Pic de Castilló
El Pic de Castilló és una muntanya de 1.952,8 metres d'altitud del límit del terme comunal de Caudiers de Conflent, de la comarca del Conflent, a prop del límit amb els de la Llaguna, també del Conflent, de Matamala, de la del Capcir, tots dos a la Catalunya del Nord. És a l'extrem sud-oest del terme de Caudiers de Conflent, molt a prop del triterme amb les altres dues comunes abans esmentades, el qual és, de fet, en el vessant sud-oest del pic.